# Ruimtemacht

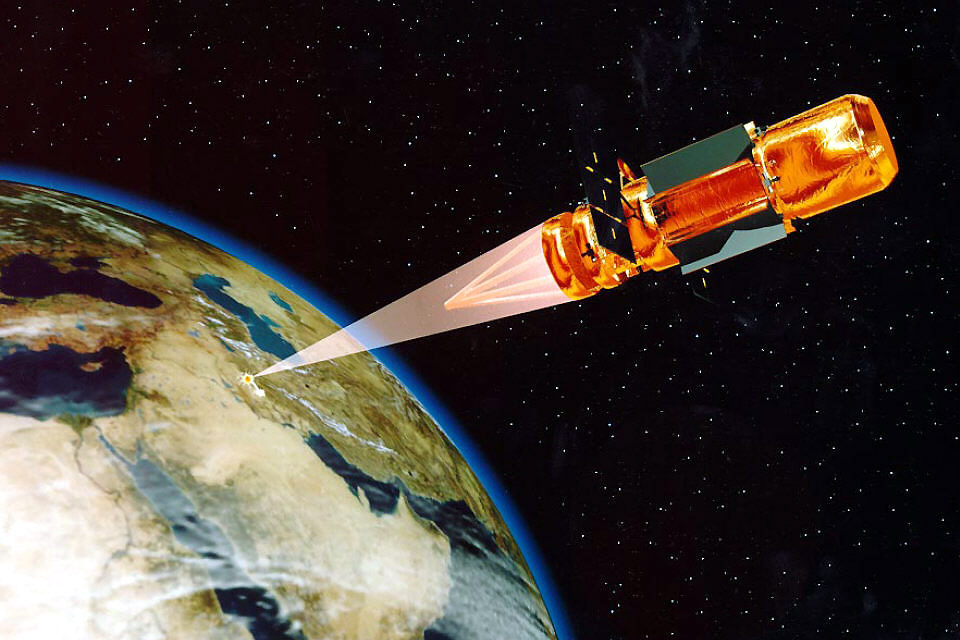
De toekomstvisie van het United States Space Command: een krachtige militaire laser in de ruimte die een aards doelwit vernietigt

Een ruimtemacht is een militaire tak van de strijdkrachten die militaire operaties uitvoert in de ruimte en ruimteoorlogen voert. De eerste ruimtemacht ter wereld was de Russische Ruimtemacht, die in 1992 werd opgericht als een zelfstandige militaire macht. Het raakte echter twee keer zijn zelfstandigheid kwijt; eerst werd het opgenomen in de Strategische Raketstrijdkrachten van 1997-2001 en 2001-2011, en vervolgens fuseerde het met de Russische luchtmacht om de Russische lucht- en ruimtemacht te vormen in 2015. De United States Space Force is anno 2025 's werelds enige zelfstandige ruimtemacht.
Landen met kleinere of in ontwikkeling zijnde ruimtetroepen kunnen hun ruimtetroepen samen met hun luchttroepen combineren onder een enkele militaire tak, zoals de Russische, Spaanse, Franse of Iraanse lucht- en ruimtemacht. Ook kunnen landen hun ruimtetroepen onderdeel laten uitmaken van een zelfstandige multifunctionele strijdmacht, zoals de strategische ondersteuningsmacht van het Volksbevrijdingsleger. Verder kunnen landen ervoor kiezen hun ruimtetroepen onder te brengen in een onafhankelijk defensieagentschap, zoals de Indiase militaire ruimtevaartorganisatie. Landen met beginnende militaire ruimtevaartcapaciteiten organiseren ruimtetroepen meestal binnen hun luchtmacht.

## Nederland

Embleem van het Commando Lucht- en Ruimtestrijdkrachten.

In 2021 werd de eerste Nederlandse militaire satelliet gelanceerd. De nanosatelliet Brik-II werd in een baan om de aarde gebracht door Virgin Orbit. Brik-II is een experimenteel project van de Koninklijke Luchtmacht en markeert de intrede van het Ministerie van Defensie in de ruimtevaart.
Op 1 juli 2025 veranderde Defensie de naam van het Commando Luchtstrijdkrachten (CLSK) naar het Commando Lucht- en Ruimtestrijdkrachten (CLRS). Deze naamsverandering heeft plaatsgevonden om het ruimtedomein zichtbaarder onder te brengen bij de Koninklijke Luchtmacht.

## Trivia
- Philippe Schoonejans, een projectmanager van het Europees Ruimteagentschap, heeft in 2023 geopperd dat de Nederlandse krijgsmacht er verstandig aan zou doen een cyber- en ruimtemacht op te richten.[3]